# Staurothele guestphalica
Staurothele guestphalica är en lavart som först beskrevs av J. Lahm ex Körb., och fick sitt nu gällande namn av Johann Franz Xaver Arnold. Staurothele guestphalica ingår i släktet Staurothele och familjen Verrucariaceae.  Arten är reproducerande i Sverige. Inga underarter finns listade i Catalogue of Life.